# Panama folyóinak listája

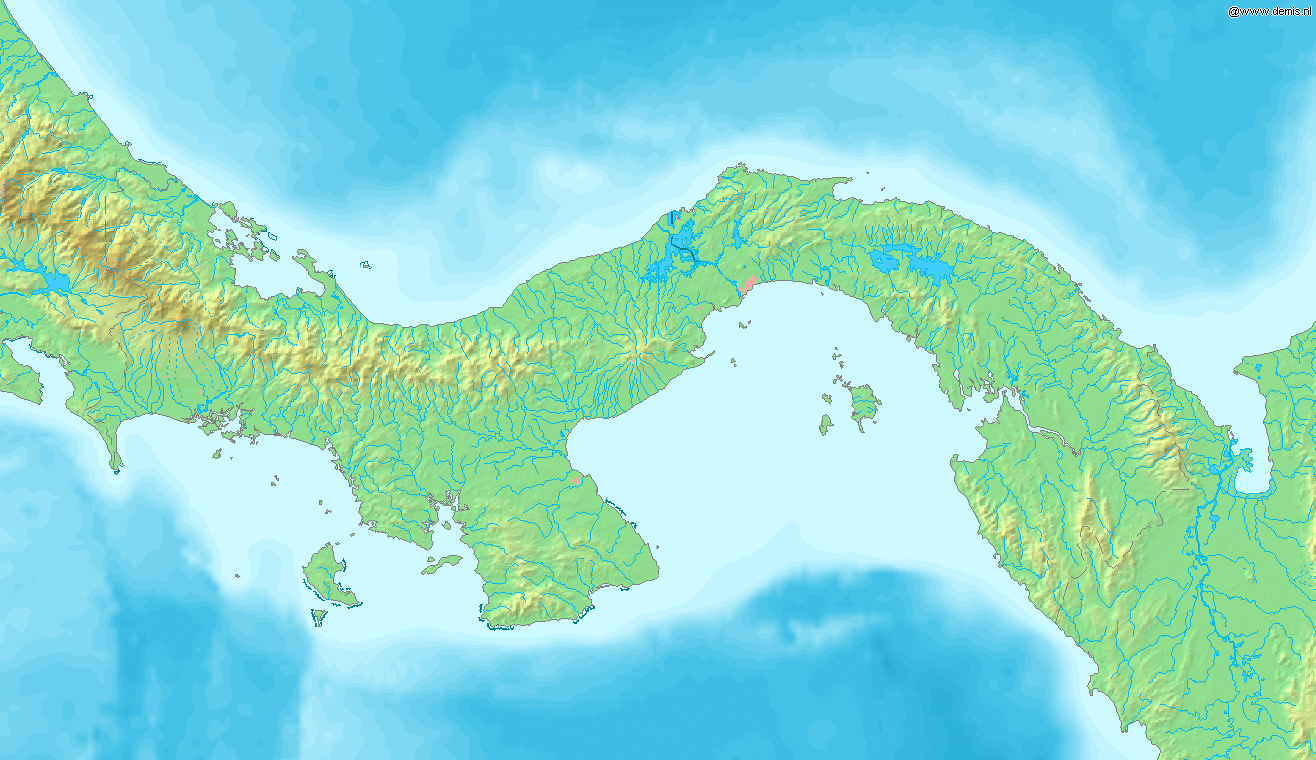
Panama folyói térképen

Az alábbi lista Panama folyóit sorolja föl. Az „Óceán” oszlop azt jelöli, hogy az adott folyó vize — esetleg egy másik folyón keresztül — melyik óceánba folyik.

| Folyó              | Hossz (km) | Vízgyűjtő terület (km²) | Óceán   |
| ------------------ | ---------- | ----------------------- | ------- |
| Bayano             | 215        | 4984                    | Csendes |
| Chucunaque         | 215        | 4937                    | Csendes |
| Santa María        | 168        | 3326                    | Csendes |
| Chiriquí Viejo     | 161        | 1376                    | Csendes |
| San Pablo          | 148        | 2453                    | Csendes |
| Sixaola            | 146        | 509                     | Atlanti |
| Tabasará           | 132        | 1289                    | Csendes |
| Chiriquí           | 130        | 1905                    | Csendes |
| Tuira              | 127        | 3017                    | Csendes |
| Chagres            | 125        | 3338                    | Atlanti |
| La Villa           | 117        | 1284                    | Csendes |
| Changuinola        | 110        | 3202                    | Atlanti |
| Tucutí             | 98         | 1835                    | Csendes |
| Río Grande         | 94         | 2493                    | Csendes |
| Indio              | 92         | 564                     | Atlanti |
| Tonosí             | 91         | 717                     | Csendes |
| Fonseca            | 90         | 1661                    | Csendes |
| Escárrea           | 81         | 373                     | Csendes |
| Sambú              | 80         | 1525                    | Csendes |
| San Pedro          | 79         | 996                     | Csendes |
| Sabanas            | 78         | 1796                    | Csendes |
| Coclé del Norte    | 75         | 1710                    | Atlanti |
| Caimito            | 72         | 453                     | Csendes |
| Parita             | 70         | 603                     | Csendes |
| Chico              | 69         | 593                     | Csendes |
| San Félix          | 67         | 1168                    | Csendes |
| Juradó             | 63         | 91                      | Csendes |
| Cricamola          | 62         | 2364                    | Atlanti |
| Miguel de la Borda | 60         | 640                     | Atlanti |
| Caté               | 57         | 1684                    | Csendes |
| Río Belén          | 56         | 817                     | Atlanti |
| Río Antón          | 53         | 291                     | Csendes |
| Palo Blanco        | 52         | 560                     | Csendes |
| Guariviara         | 52         | 2121                    | Atlanti |
| Pacora             | 48         | 388                     | Csendes |
| Jaqué              | 47         | 1158                    | Csendes |
| Veraguas           | 46         | 323                     | Atlanti |
| Guararé            | 45         | 2170                    | Csendes |
| Concepción         | 45         | 402                     | Atlanti |
| Mandinga           | 41         | 337                     | Atlanti |
| Río Quebro         | 40         | 2467                    | Csendes |
| Calovébora         | 39         | 485                     | Atlanti |
| San San            | 37         | 223                     | Atlanti |
| Lagarto            | 37         | 421                     | Atlanti |
| Chame              | 36         | 1476                    | Csendes |
| Cuango             | 34         | 1122                    | Atlanti |
| Cartí              | 27         | 2238                    | Atlanti |
| Marea              | 24         | 1464                    | Csendes |
| Juan Díaz          | 23         | 322                     | Csendes |
| Chimán             | 22         | 1270                    | Csendes |
| Platanal           | 14         | 134                     | Atlanti |
| Matasnillo         | 6          | 383                     | Csendes |